# Un asado en Abbey Road
Un asado en Abbey Road es el segundo disco de la banda argentina Kapanga, producido por la multinacional EMI, y publicado a finales de 1999. 
Entre sus éxitos se encuentran «La momia blanca», «Elvis», «Indultados», «Quiero llenarte de mí», «Demasiado», entre otros. Este disco también parodia la portada del álbum Abbey Road, de The Beatles.

## Descripción
En este disco se destaca la participación especial de Ricardo Mollo de Divididos, aportando voz y guitarras en el tema «Demasiado»; Andrés Giménez, de A.N.I.M.A.L, dio su voz en «Indultados»; y los Super Ratones aportaron voces en «Quiero llenarte de mí». También se destaca la participación de Alejandro Nagy en la introducción del CD, quien alegó ser fanático de la banda.

## Lista de temas
| Un asado en Abbey Road |                                   |                                                        |                                                                                                   |          |  |
| N.º                    | Título                            | Letras                                                 | Música                                                                                            | Duración |  |
| 1.                     | «Un asado en Abbey Road»          | Instrumental                                           | Marcelo Spósito · Miguel de Luna Campos                                                           | 0:38     |  |
| 2.                     | «La momia blanca»                 | Marcelo Spósito · Miguel de Luna Campos                | Marcelo Spósito · Miguel de Luna Campos / Robert Plant · Jimmy Page · John Paul Jones (sample)    | 3:32     |  |
| 3.                     | «Amor pulpo»                      | Marcelo Spósito · Miguel de Luna Campos                | Marcelo Spósito · Mariano Arjones · Miguel de Luna Campos                                         | 3:01     |  |
| 4.                     | «Robar para vivir»                | Marcelo Spósito · Miguel de Luna Campos                | Marcelo Spósito · Miguel de Luna Campos                                                           | 4:38     |  |
| 5.                     | «Elvis»                           | Marcelo Spósito                                        | Marcelo Spósito · Miguel de Luna Campos / George R. Poulton · Henry Mancini (samples)             | 3:32     |  |
| 6.                     | «Indultados» (con Andrés Giménez) | Marcelo Spósito                                        | Marcelo Spósito · Mariano Arjones · Miguel de Luna Campos                                         | 4:00     |  |
| 7.                     | «X2 la caravana»                  | Martín Fabio · Marcelo Spósito · Miguel de Luna Campos | Marcelo Spósito · Miguel de Luna Campos                                                           | 2:55     |  |
| 8.                     | «Demasiado» (con Ricardo Mollo)   | Marcelo Spósito                                        | Claudio Maffia · Miguel de Luna Campos                                                            | 2:40     |  |
| 9.                     | «Maté a mi madre»                 | Marcelo Spósito                                        | Marcelo Spósito · Mariano Arjones · Miguel de Luna Campos                                         | 3:58     |  |
| 10.                    | «Mini tango»                      | Marcelo Spósito                                        | Marcelo Spósito · Miguel de Luna Campos                                                           | 0:41     |  |
| 11.                    | «Casi»                            | Marcelo Spósito · Miguel de Luna Campos                | Marcelo Spósito · Mariano Arjones · Miguel de Luna Campos                                         | 4:10     |  |
| 12.                    | «Quiero llenarte de mí»           | Marcelo Spósito · Miguel de Luna Campos                | Marcelo Spósito · Mariano Arjones · Miguel de Luna Campos                                         | 4:12     |  |
| 13.                    | «Romance enfermo»                 | Marcelo Spósito · Miguel de Luna Campos                | Marcelo Spósito · Miguel de Luna Campos                                                           | 4:36     |  |
| 14.                    | «Argentina... y siga la joda»     | Marcelo Spósito · Miguel de Luna Campos                | Marcelo Spósito · Miguel de Luna Campos                                                           | 3:34     |  |
| 15.                    | «Miami (Guarda a la salida)»      | Marcelo Spósito · Miguel de Luna Campos                | Marcelo Spósito · Mariano Arjones · Miguel de Luna Campos / Martin Gore (sample)                  | 4:02     |  |
| 16.                    | «El cuento de los 3 kovanys»      | Marcelo Spósito · Miguel de Luna Campos                | Claudio Maffia · Marcelo Spósito · Miguel de Luna Campos                                          | 3:07     |  |
| 17.                    | «Psíquico»                        | Marcelo Spósito                                        | Marcelo Spósito · Mariano Arjones · Miguel de Luna Campos / John Lennon · Paul McCartney (sample) | 3:50     |  |

Samples
- «La momia blanca» incluye un fragmento de «Black Dog» de Led Zeppelin.
- «Elvis» incluye un fragmento de «Love Me Tender» de Elvis Presley, y de «Inspector Clouseau» de Henry Mancini.
- «Miami (Guarda a la salida)» incluye un fragmento de «Never Let Me Down Again» de Depeche Mode.
- «Psíquico» incluye un fragmento de «I Want You (She's So Heavy)» de The Beatles

## Músicos
Kapanga
- Martín «Mono» Fabio – voz.
- Marcelo «Balde» Spósito – bajo y coros.
- Claudio Maffia – batería y coros.
- Miguel «Maikel» de Luna Campos – guitarra y coros.
- Mariano «Príncipe Loco» Arjones – teclados y coros.

Invitados
- Ricardo Mollo – guitarra y voz en «Demasiado».
- Andrés Giménez – voz en «Indultados».
- Super Ratones – coros en «Quiero llenarte de mí».
- Ervin Stutz – arreglo y dirección de cuerdas en «Indultados» y «Quiero llenarte de mí», y trompeta en «Argentina... y siga la joda».
- Rodrigo Domínguez – saxo en «Argentina... y siga la joda».
- Ulises Di Salvo – chelo en «Indultados» y «Quiero llenarte de mí».
- Erica Di Salvo – violín en «Indultados» y «Quiero llenarte de mí».
- Gabriel Di Salvo – violín en «Indultados» y «Quiero llenarte de mí».
- Walter Oliverio – viola en «Indultados» y «Quiero llenarte de mí».
- Beno Guelbert – percusión en «Robar para vivir» y «Casi».
- Celsa Mel Gowland – coros en «Robar para vivir».
- Alejandro Nagy – voces y dichos en «Un asado en Abbey Road», «La momia blanca», «Elvis» y «Maté a mi madre».[2]

## Videos oficiales
| Año  | Canción                         |
| ---- | ------------------------------- |
| 1999 | Elvis                           |
| 2000 | Indultados (ft. Andrés Giménez) |
| 2000 | Quiero llenarte de mí           |
| 2000 | La momia blanca                 |

## Datos técnicos
- Producción de EMI ODEON S.A.I.C. realizada y digida por Pablo Durand.
- Grabado entre junio y julio de 1999 en los estudios:
  - El Pie (asistencia por Uriel Dorfman).
  - El Charquito y Panda (asistencia por Nicolás Kalwill).
- Ingeniero de grabación y mezcla: Christian Algarañaz.
- Editorial de todos los temas: EMI MELOGRAF.
  - Staff: Gabriel Sciume (chofer), Rosi Spósito (cheff), Buki Spósito y Marzinho (asistentes).
  - Fotografía: Mariana Leotta.
  - Diseño y producción gráfica: Martín Hernán Leotta.[2]